# 石岡第一発電所
石岡第一発電所（）は茨城県北茨城市にある水力発電所である。1911年（明治44年）に発電を開始し、2016年現在も東京発電の管理下で稼働している。茨城県内で稼働中の水力発電所としては中里発電所（1908年発電開始）に次ぐ歴史を持ち、施設全体が日本国の重要文化財に指定されている。

## 発電所仕様

### 本設備
石岡第一発電所は1911年（明治44年）8月に竣工した水力発電所である。本発電所は茨城県北茨城市に位置し、二級河川である大北川水系の本流から取水し発電している。この大北川本流は総長22.2キロメートル、流域面積195.5平方キロメートルの河川であり、茨城県北茨城市の磯原市街東端に河口がある。大北川水系では、石岡第一発電所の他に石岡第二発電所・横川発電所が本流沿いに、花園川発電所が支流沿いに設けられている。
本発電所は、取水堰堤・沈砂池・水路橋・水槽・調圧水槽・発電機室・変圧器室といった施設から構成される。取水堰堤から取り入れられた水は、総延長約3,500メートルの水路を通り石岡第一発電所へ到達する。水路は導水路と水圧鉄管から成り、導水路の部分が2,892メートル、水圧鉄管の部分が568メートルの長さとなる。導水路は隧道と開渠から成り、主要部の平均幅は2.1メートルで、高さも2.1メートルである。水圧鉄管は管径が1.6メートルで、石岡第一発電所の竣工当初は継ぎ目無しの溶接鉄管が使われていた。石岡第一発電所での発電後は放水され、これが下流にある石岡第二発電所にて再利用される。
石岡第一発電所の発電設備は、同期発電機1台と出力5,540キロワット横軸フランシス水車から成る。本発電所の竣工当初は、発電設備は二組の発電機と水車から構成されていた。一組目はゼネラル・エレクトリック(GE)製の1,000キロワット発電機とエッシャーウイス製の横軸フランシス水車で、二組目も同じくGE製の3,000キロワット発電機とエッシャーウイス製の横軸フランシス水車であった。
2009年5月22日時点での石岡第一発電所の諸元は下記の通り。
- 河川名：大北川水系大北川
- 発電形式：水路式
- 発電方式：流込み式[† 1]
- 最大出力：5,500キロワット
- 常時出力：1,100キロワット
- 最大使用水量：3.90立方メートル毎秒
- 有効落差：161.10メートル
- 流域面積：87.9平方キロメートル
- 水車：横軸フランシス水車 出力5,540キロワット1台
- 発電機：同期発電機1台
- 所有者：東京発電

### 仮発電所
石岡第一発電所の建設中、その間の電力不足を補う目的から1910年（明治43年）1月に仮発電所が建設された。この発電所は『電気事業要覧』では石岡発電所とも称される。仮発電所では、本設備で使う予定のGE製の1,000キロワット三相交流発電機（電圧3,500ボルト、周波数60ヘルツ）と、佃島製作所製の出力800馬力フランシス水車が用いられた。変圧器は容量175キロワットのものが3基用いられ、二次電圧は1万5000ボルトであった。許可水量・常用水量は共に80立方尺毎秒（2.23立方メートル毎秒）であり、有効落差は95尺（28.8メートル）であった。水路の全長は241間4尺（439メートル）であり、このうち224間（407メートル）が開水路、17間4尺（32メートル）がトンネル部であった。開水路がこれ程長かったのは、発電所を急設するための当然の措置であったと中川(1985)は述べている。中川(1985)はまた、仮発電所については発電所・水路・取水堰の位置が全く分からない、石岡第一発電所に比べれば規模がずっと小さかったはずだと述べている。

### 構成施設
| 名称/位置                                                                                            | 概要 |
| --- | --- |
| 取水堰堤 （北緯36度47分31.19秒 東経140度39分14.759秒 / 北緯36.7919972度 東経140.65409972度）         | 取水堰堤は重力式コンクリート造の斜堰で、堤長・堤高はそれぞれ30.0, 6.2メートルである。取水堰堤は表面が花崗岩の練積で築かれている。堤体下流面は水叩きと続く曲面状のつくりとなっており、堤体の両岸には石積護岸が、左岸には取水制水門および排砂門が設けられ、取水制水門の東側には第一号開渠が続いている。重要文化財。 |
| 沈砂池 （北緯36度47分29.760秒 東経140度39分17.639秒 / 北緯36.79160000度 東経140.65489972度）         | 沈砂池は鉄筋コンクリート造であり、表面はモルタル塗で仕上げられている。大きさは、流路に沿った長さが53.5メートルで、長さと幅はそれぞれ30, 12メートルである。構造については、ほぼ長方形平面の構造物の両端に曲線状の水路が続き、沈砂池の北側には沈砂池閉鎖時の通水に使われる側水路が、南側には越流式余水吐から続く余水路が設けられ、東側には第二号開渠が続いている。なお、側水路は1911年（明治44年）に作られた導水路を利用して築かれている。重要文化財。                                              |
| 第一号水路橋 （北緯36度47分19.139秒 東経140度40分20.640秒 / 北緯36.78864972度 東経140.67240000度）   | 大北川の支渓に架かる第一号水路橋は、鉄筋コンクリート造の単アーチ橋であり、橋長は12.2メートルある。ライズを迎えたスパン9.1メートルの扁平アーチの上部には扶壁で支えられた台形断面の水路樋を、頂部にはスラブが設けられ、表面はモルタル塗で仕上げられている。重要文化財。 |
| 第二号水路橋 （北緯36度47分10.355秒 東経140度40分42.240秒 / 北緯36.78620972度 東経140.67840000度）   | 大北川の支渓に架かる第二号水路橋は、鉄筋コンクリート造の単アーチ橋であり、橋長は20.0メートルある。ライズを迎えたスパン9.1メートルの扁平アーチの上部には扶壁で支えられた台形断面の水路樋を、頂部にはスラブが設けられ、表面はモルタル塗で仕上げられている。重要文化財。 |
| 水槽 （北緯36度47分3.39秒 東経140度40分46.98秒 / 北緯36.7842750度 東経140.6797167度）                | 水槽は水中の土砂・塵芥等を除去し、本館に流す水量を調整するために築かれた。延長35.9メートルの鉄筋コンクリート造であり、表面はモルタル塗で仕上げられている。構造については、ほぼ長方形平面の構造物の南側に、水槽東側の側水路に繋がる半円形の水路が続く。かつては重要文化財に指定されていたが、東北地方太平洋沖地震の影響により損傷し、指定が解除された。 |
| 水槽余水路 （北緯36度47分2.147秒 東経140度40分42.959秒 / 北緯36.78392972度 東経140.67859972度）      | 水槽余水路は、水槽西側壁に沿って設けられた越流式余水吐から大北川の支渓に至る、延長212.7メートルの石造およびコンクリート造構造物である。下流において水槽排砂路および水槽・調圧水槽間の水抜路と合流し、余水路と水抜路の合流点には楕円形平面の減勢池が設けられている。重要文化財。 |
| 調圧水槽 （北緯36度46分54.155秒 東経140度40分47.280秒 / 北緯36.78170972度 東経140.67980000度）       | 調圧水槽はサイフォン式水路の調圧と、本館水車が急停止した際に水圧が過度に上昇するのを防止する目的で築かれた。円筒形の鉄筋コンクリート造構造物であり、内径は4.5メートル、高さは10.2メートルある。使用水量の増加に伴い、1956年（昭和31年）頃に高さ7.7メートルの調圧水槽を現在の高さまで嵩上げし、壁の外側には15-30ミリメートル厚で鉄筋コンクリートを打ち増ししている。小柳ら(2015)は、建設当時の写真から調圧水槽手前のサイフォン区間は鉄筋コンクリート巻き立て管であったと指摘している。重要文化財。 |
| 本館発電機室 （北緯36度46分38.315秒 東経140度40分46.199秒 / 北緯36.77730972度 東経140.67949972度）   | 発電機室は鉄筋コンクリート造の平屋であり、大きさは桁行が29.1メートル、梁間が9.1メートルある。小屋組はフィンクトラス、屋根は切妻造、壁面はモルタル塗で仕上げられている。採光と換気のため、平側には欠円アーチ形開口部が連続して設けられており、南側には放水路および石積護岸が設けられている。発電機室は上部アーチ型の大窓を備えている。重要文化財。 |
| 本館旧変圧器室 （北緯36度46分38.892秒 東経140度40分45.839秒 / 北緯36.77747000度 東経140.67939972度） | 旧変圧器室は鉄筋コンクリート造の平屋であり、発電機室西面に矩折れに接続する構造となっている。大きさは桁行が21.9メートル、梁間が6.4メートルである。小屋組はフィンクトラス、屋根は切妻造、壁面はモルタル塗で仕上げられている。重要文化財。 |
| 本館変電室 （北緯36度46分39.35秒 東経140度40分45.480秒 / 北緯36.7775972度 東経140.67930000度）       | 変電室は鉄筋コンクリート造の二階建で、旧変圧器室の西面に接続する構造となっている。大きさは桁行が13.9メートル、梁間が10.9メートルである。小屋組はワーレントラス、屋根は切妻造、壁面はモルタル塗で仕上げられている。格子状の大梁を円柱で支えるつくりで、二階北妻面には高圧線引入口が張り出している。重要文化財。 |

## 建設の経緯

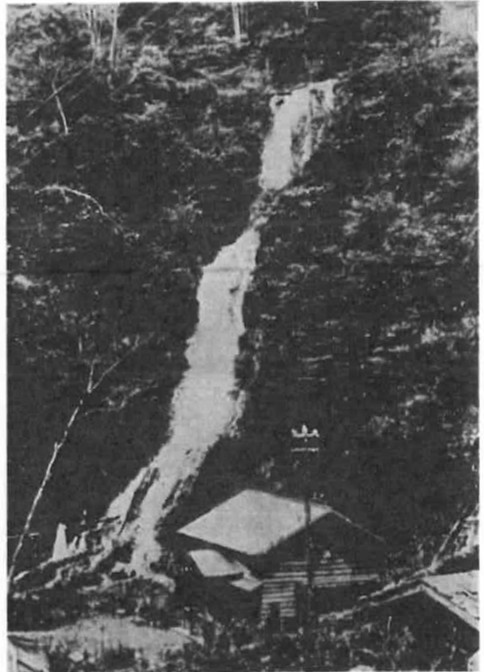
1905年（明治38年）に撮影された隠作発電所。

1905年（明治38年）に久原房之助が日立鉱山の経営に着手すると、様々な分野の機械化を進めるために動力用電源の獲得に乗り出した。日立鉱山の付近を流れる宮田川には出力約37キロワットの隠作発電所があったが、久原は日立鉱山について赤沢銅山時代とは比較にならないほど大規模な計画を立てており、小出力の隠作発電所では到底動力需要を賄えるものではなかったのである。電源確保のため、久原は1906年（明治39年）9月に茨城電気から未完成の中里発電所と町屋発電所の水利権を買収し、1907年（明治40年）に中里発電所を、1909年（明治42年）1月に町屋発電所を完成させた。
日立鉱山は数年間の試練研究時代を経て、1907年（明治40年）に本格的な経営が始まった。日立鉱山には小坂鉱山で製錬課長として働いていた竹内維彦（後の日本鉱業社長）が招かれ、日立鉱山の事務所長に就任した。日立鉱山では発展の計画が進められていき、1909年（明治42年）には大雄院に製錬所が建設された。こうした日立鉱山の発展に伴い、中里・町屋発電所だけでは日立鉱山の電力需要を賄えないようになっていった。また、発電所を買収したときの契約には、茨城電気から要請があれば発電所を売り戻すという約定があった。こうした理由から久原鉱業所は電源開発を余儀なくされることとなった。
久原鉱業所は電源開発のため、茨城県・福島県で有望な水利地点を探し始めた。日立鉱山の工作課長であった小平浪平（日立製作所創業者）は、東京帝国大学出身の土木技師・宮長平作（後の日産土木社長）を伴って山河の調査に努めた。小平らは茨城県北部にある大北川に着目し、上流の横川滝付近で水力発電に適した地点を発見した。しかし、横川滝の一部においては既に茨城無煙炭鉱によって水利権が取得されていたため、久原鉱業所はその譲渡を交渉した。交渉はやや難航したが、1909年（明治42年）6月に水利権を1万6000円で買収することに成功した。ただし、その代わりに下流地点の水利権出願権を茨城無煙炭鉱に譲ることとなった。久原鉱業所は直ちに設計変更願を提出し、1909年（明治42年）8月に現在の石岡第一発電所がある地点の水利権を取得した。
石岡第一発電所の建設にあたり、久原鉱業所は同発電所において、1,000, 3,000キロワットの発電機をそれぞれ一台使用し、合計4,000キロワットの発電設備を設ける計画を立てた。この3,000キロワット発電機は当時としては大型であり、東京電灯駒橋発電所の3,500キロワット発電機に次いで日本国で第二の大容量発電機であった。これ程大型の発電機が用いられたのは、小平が発電所の余剰電力を用いて化学工業を興し、経営の多角化を図ったためであった。
水利権の買収に手間取り、石岡第一発電所の着工には遅れが生じた。久原鉱業所はようやく石岡第一発電所の建設に着手するも、完成までには一年半から二年の歳月を必要とした。そこで久原鉱業所は、その間の電力不足を補う目的から石岡第一発電所の横に仮発電所を建設することとした。仮発電所の建設に当たって、本設備で使われる予定の1,000キロワット発電機を変圧器と共に先に注文し、水車には佃島製作所製の出力800馬力フランシス水車を用いた。この仮発電所は1909年（明治42年）の夏に工事に着手し、1910年（明治43年）1月に竣工した。これと同時に仮発電所から日立鉱山の大雄院製錬所まで12マイルに渡って電圧2万7000ボルトの送電線路を架設した。この送電線路の架設は高尾直三郎が担当した。

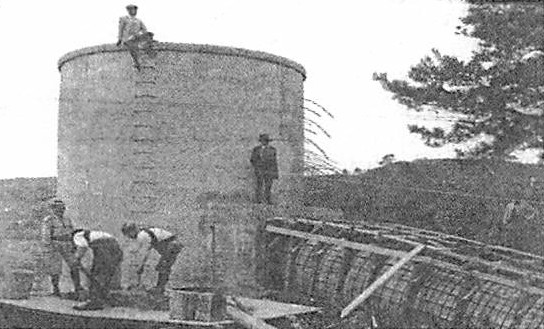
建設中の調圧水槽。小柳ら(2015)はこの写真から、調圧水槽手前のサイフォン区間は鉄筋コンクリート巻き立て管であると指摘している。

仮発電所の建設と並行して、1909年（明治42年）から石岡第一発電所の工事が始まった。水路工事は日立鉱山の土木係長であった宮長平作が主として取り組んだが、1,200尺（364メートル）ものトンネルを掘らなければならなかったこと、日本国外にも例がなかった鉄筋コンクリート製のサイフォン管を製作しなければならなかったことから、難工事となった。同発電所では、水車の運転停止または回転速度の急変化によって生じる水撃作用を防止する目的から、調圧水槽が設けられた。1911年（明治44年）8月に石岡第一発電所はようやく完成し、1911年（明治44年）10月から運転が始まった。
石岡第一発電所の建設中には井上馨が視察に訪れた。これは、久原が長年にわたって井上の知遇を得ており、日立鉱山拡張計画にも後援を受けていた関係から招いたためであった。佐藤(1982)は、明治政府の元老が地方の自家用発電所工事を視察に訪れるというのは他に類例のないことだと指摘している。

## 稼働の影響
石岡第一発電所の完成後、久原鉱業所が所有していた中里発電所と町屋発電所は茨城電気に返還され、日立鉱山は電源を石岡第一発電所に頼ることとなった。また、日立鉱山では石岡第一発電所の竣工に伴い銅の電解精錬を行う電錬場を稼働させることとなった。電錬場に電気を供給するため電錬場横に芝内変電所（後の日立第三変電所）を設けた。電気は石岡第一発電所から2万7000ボルトの送電線路を経由し、芝内変電所で普通高圧に落とし、これを電錬場に送った。電錬場では回転変流器で交流を直流に変えて使用した。
電錬場を稼働させても石岡第一発電所が生む4,000キロワットの電力全てを消化することは出来なかったので、久原鉱業所は計画通りに化学工業を興すこととした。久原鉱業所は工学士の高尾直三郎に担当させて化学工場の建設に着手した。1912年（大正元年）、芝内の電線工場付近にカーバイト工場が完成して炭化カルシウムの製造が始まった。しかし、日立鉱山が好況のため電力需要が増加し、化学工業は操業から一年も経たずに中止することとなった。
日立鉱山が再び電力不足に陥ったため、久原鉱業所は石岡第一発電所の下流に石岡第二発電所（出力1,000キロワット）を設けることとした。1912年（大正元年）に石岡第二発電所の工事に着手し、同発電所は1913年（大正2年）12月に竣工した。日立鉱山への送電が始まったのは1914年（大正3年）1月からである。これにより当時の日立鉱山の電力需要に見合う供給が行えるようになったとされる。

## 所有の変遷と改修

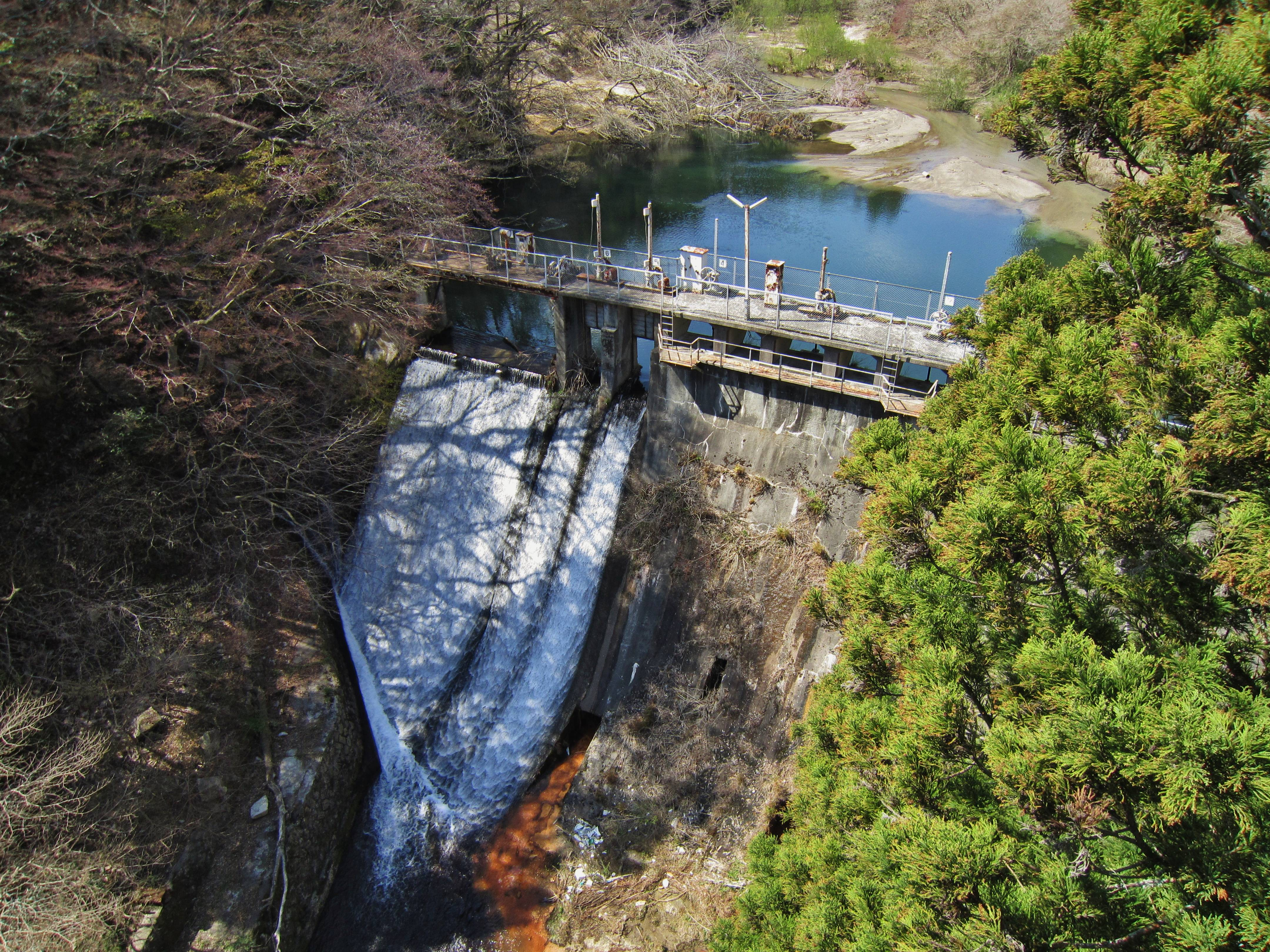
小山調整池（2013年撮影）

### 久原鉱業・日立電力時代
1914年（大正3年）には大北川の支流が重力式コンクリートダムで堰き止められ、有効貯水容量4,645立方メートルの小山調整池（北緯36度48分25.32秒 東経140度37分34.94秒 / 北緯36.8070333度 東経140.6263722度）が建設された。これにより、石岡第一発電所は時間単位のピーク負荷に対応しうる発電能力を備えるに至った。小山調整池からの放流水は大北川本流に合流し、自然流下しながら常磐炭鉱横川発電所の放流水を合わせ、石岡第一発電所の取水堰堤から取り入れられた。
石岡第一発電所を運営する久原鉱業所は1912年（大正元年）9月に資本金1000万円の久原鉱業株式会社に改組した。久原鉱業は引き続き鉱業を主要な事業としたほか、電気事業も事業目的に加えた。久原鉱業は1918年（大正7年）8月に常磐炭田の入山炭鉱への電力供給を始めたのを皮切りに、常磐炭田の磐城炭鉱・好間炭鉱などにも電力供給を始めた。こうして久原鉱業は自家用発電から前進して電気供給事業を兼営することとなり、石岡第一発電所の電力も一般供給に振り分けられるようになった。
1927年（昭和2年）9月には久原鉱業の電気事業が分離され、資本金1000万円で日立電力株式会社が設立された。石岡第一発電所を始めとする、久原鉱業が所有していた発電所と電気設備は日立電力へと引き継がれた。

### 国家管理・東京電力時代
日立電力による運営後、石岡第一発電所は電力国家管理に伴い関東配電株式会社の所有となった。1941年（昭和16年）9月6日、配電統制令により関東配電株式会社設立命令が発せられた。日立電力は「関東配電となるべき会社」に指定され、全資産をあげて関東配電に統合することとなった。1942年（昭和17年）3月30日に創立総会が開かれた後、4月1日に関東配電株式会社が設立された。
第二次世界大戦後には電気事業再編令が公布され、石岡第一発電所は東京電力の所有となった。東京電力に所有されていた間、石岡第一発電所は出力増加改修や周波数変更が行われた。1957年（昭和32年）5月18日には水圧鉄管が取り替えられ、出力が4,000キロワットから4,600キロワットまで増加した。1968年（昭和43年）11月3日には、鉄筋コンクリート製の逆サイフォン管が銅製の物に置き換えられ、出力が4,600キロワットから4,800キロワットまで増加した。また、石岡第一発電所ではそれまで交流60ヘルツが使用されてきたが、東京電力が茨城県内に残していた60ヘルツ地区を50ヘルツに切り替える方針を受けて、1961年（昭和36年）6月には50ヘルツ用発電所に改められた。しかし、なお残った60ヘルツ地域が電力不足に陥る度に、需要の波動調整用となる再改造を石岡第一発電所は受けた。

### 姫川電力・東京発電時代
| 譲渡品                                      | 価額                                 |
| ------------------------------------------- | ------------------------------------ |
| 土地一式                                    | 135,291,622円                        |
| 建物一式                                    | 17,930,732円                         |
| 水路一式                                    | 159,976,835円                        |
| 調整池一式                                  | 10,130,835円                         |
| 機械装置一式                                | 191,229,222円                        |
| 諸装置一式                                  | 9,037,376円                          |
| 備品一式                                    | 593,505円                            |
| 送電設備 土地一式 架空電線路一式 諸装置一式 | - 5,780,255円 79,200,838円 630,403円 |
| 配電設備 架空電線路一式                     | - 3,537,266円                        |
| 合計                                        | 613,338,705円                        |

1980年代になると、姫川電力株式会社が大北川水系にある発電所の獲得に乗り出した。姫川電力は狩野川水系の水力発電所を東京電力から譲り受けた後、発電原価の低減・技能労働力の効率的再配置・職域の拡大・事業基盤の強化などの譲渡効果の得られる発電所について検討を重ねた。その結果、大北川水系の3つの発電所（花園川発電所・石岡第一発電所・石岡第二発電所）は東京電力・姫川電力共に最も譲渡に適した発電所であるとの結論を得た。1984年（昭和59年）1月20日、両者間で譲渡基本契約が締結された。その後、東京電力と姫川電力の協力により条件整備を行い、譲渡物件と譲渡価額が決定し、同年10月31日に譲渡契約が締結された。発電所の譲渡が行われたのは1985年（昭和60年）4月1日である。3発電所の合計の譲渡価額は約6億1000万円であり、姫川電力は発電所買収のため6億1000万円を東京電力から借り入れた。譲渡価額の詳細は表の通り。
発電所の譲渡と並行して各種権利・契約の変更も行われた。1984年（昭和59年）9月14日に東京電力と姫川電力の連名で発電用水利権譲渡承認申請書が茨城県知事宛に提出され、1985年（昭和60年）3月30日に承認された。また、石岡第一発電所の水路用地の一部は北茨城市中郷財産区（管理者北茨城市長）の所有であったため、この土地賃貸借契約の継承について関係者間での協議が行われた。その後、同財産区と姫川電力が契約することとなり、1985年（昭和60年）4月1日に締結された。さらに、大北川の支流には石岡第一発電所の小山調整池があり、この運用に伴って地元の上石地区に対して水田水利調整の補償がなされた。補償契約の継承に当たり関係者間で協議が行われ、補償額を改定したうえで1985年（昭和60年）4月1日に覚書が締結された。
東京電力時代には大北川系3発電所の運転を石岡第一発電所構内に設置されている北茨城自動制御所で行っていた。発電所の譲渡後は、大北川系3発電所に松原系4発電所が統合され、北茨城自動制御所が新設された。これにより、松原自動制御所は1985年（昭和60年）3月31日に閉鎖された。
1986年（昭和61年）6月1日、姫川電力は社名を東京発電株式会社に変更した。2008年（平成20年）には石岡第一発電所の発電設備が更新された。それまで二組の水車と発電機から構成されていたところを一組に統合され、出力が4,800キロワットから5,500キロワットに増加した。

## 評価
佐藤(1982)は本発電所について「特筆すべきこと」を複数挙げている。当時日本国有数の発電所であり、建設費が非常に安く、発電所建物は日本国で初の鉄筋コンクリート造であること、水路終端約150間（273メートル）の窪地に始めて鉄筋コンクリート製のサイフォンを採用したこと、水圧鉄管の下部に継ぎ目なし溶接管を使用したこと、3,000キロワット発電機は東京電灯駒橋発電所の3,500キロワット発電機に次いで当時の日本国で第二の大容量発電機であったことなどである。佐藤(1982)はこの他に、仮発電所に使われた佃島製作所製の800馬力フランシスタービンは国産として最古のものであると主張しているが、これは中川(1985)により1907年（明治40年）の芝浦製作所製水車という反例が挙げられ否定されている。中川(1985)はこの他の特徴として、当時既に駒橋発電所において5万5000ボルトの送電線路が実現されていたと述べつつも、石岡第一発電所と日立鉱山大雄院製錬所の間に設けられた2万7000ボルトの送電線路は当時の技術水準としては優れた成果であると述べている。
石岡第一発電所では、1914年（大正3年）にピーク負荷への対策として小山調整池が設けられた。これに対し中川(1985)は、起動・停止が容易に行える大容量火力発電所や揚水式発電所の普及によって今日ではピーク負荷への対応法が一変していると述べる。さらに、石岡第一発電所では調整池と発電所が直線距離で5キロメートル以上離れているため、調整池の存在意義は薄れていると指摘している。しかし小山調整池は、電力需要減少時には放水口を閉鎖して無効放流を防止することが可能であり、ダム放水口の開閉を北茨城自動制御所から遠隔制御することも可能であるため、効率的な発電に寄与する存在であると中川(1985)は述べている。
石岡第一発電所は鉄筋コンクリート技術が全面に採用された国内初の発電所である。2008年12月にはその歴史的価値が評価されて10の建造物（構成施設参照）が「石岡第一発電所施設」の名称で日本国の重要文化財に指定された。石岡第一発電所の重要文化財指定を報じた『月刊文化財』第543号（2008年12月号）では、本発電所に対し次のように解説している。
2011年（平成23年）3月には東日本大震災とその余震により設備が損傷した。特に水槽の損傷はひどく、設置した屋根ごと崩壊する有様だった。2011年（平成23年）10月には水槽のみ重要文化財の指定が解除された。

## 年表
- 1909年（明治42年）6月 - 久原鉱業所が石岡第一発電所候補地の水利権を取得する[10]。
- 1911年（明治44年）8月 - 石岡第一発電所（出力4,000キロワット）が竣工する[2]。
- 1911年（明治44年）10月 - 石岡第一発電所にて発電が始まる[2]。
- 1914年（大正3年） - 小山調整池が竣工する[35]。
- 1927年（昭和2年）9月 - 石岡第一発電所の所有が日立電力株式会社に移る[38]。
- 1940年（昭和15年）頃 - 石岡第一発電所が国家管理されるようになる。
- 1950年（昭和25年）頃 - 石岡第一発電所の所有が東京電力株式会社に移る。
- 1957年（昭和32年）5月 - 認可最大出力が4,000キロワットから4,600キロワットに増加する[43][44]。
- 1961年（昭和36年）6月 - 発電周波数が60ヘルツから50ヘルツに変更される[39]。
- 1968年（昭和43年）11月 - 認可最大出力が4,600キロワットから4,800キロワットに増加する[45][46]。
- 1985年（昭和60年）4月 - 石岡第一発電所の所有が姫川電力に移る[56][57]。
- 2008年（平成20年）12月 - 石岡第一発電所の建造物10箇所が日本国の重要文化財に指定される[58]。
- 2011年（平成23年）3月 - 東日本大震災により石岡第一発電所の施設が損傷を受ける[55]。
- 2011年（平成23年）10月 - 東日本大震災で崩壊した水槽の重要文化財指定が解除される[59]。